# Maxillaria longiloba
Maxillaria longiloba là một loài thực vật có hoa trong họ Lan. Loài này được (Ames & C.Schweinf.) J.T.Atwood mô tả khoa học đầu tiên năm 1993.